# Торчин (Коростышевский район)
Торчи́н (укр. Торчин) — село на Украине, находится в Коростышевском районе Житомирской области.
Население по переписи 2001 года составляет 810 человек. Почтовый индекс — 12510. Телефонный код — 4130. Занимает площадь 27,23 км².

## Адрес местного совета
12510, Житомирская область, Коростышевский р-н, с. Торчин